# Reconstrução (álbum)
Reconstrução é o quinto álbum de estúdio do cantor e compositor brasileiro Tiago Iorc, lançado no dia 5 de maio de 2019 pela Iorc Produções, sob distribuição da Universal Music. O álbum é o primeiro material em estúdio desde Troco Likes (2015) e o primeiro lançamento desde o hiato que o cantor se submeteu em 2018.
Além disso, é um projeto visual; isto é, cada canção possui seu próprio vídeo musical, sendo dirigido pelo cantor com fotografia de Rafael Trindade.

## Antecedentes e lançamento
Com o lançamento do quarto álbum de estúdio Troco Likes e de seu respectivo segundo single "Amei Te Ver", lançados em 2015, Iorc obteve seus primeiros trabalhos com atenção midiática e popular. Neste período, a rotina de divulgação e shows aumentaram consideravelmente, além da exposição pessoal com controvérsias sobre seus relacionamentos amorosos.
Em 7 de janeiro de 2018, o cantor anuncia via Instagram que daria uma pausa na carreira artística e nas redes sociais para descansar, sem indicar quando retornaria. No texto, ele revelou que queria dar um tempo na "vida instagrâmica que nos consome e me permitir viver sem calcular tanto". Após 1 mês da postagem, o empresário do artista, Felipe Simas, anunciou que não havia nada programado para o ano todo. O jornal Extra também afirmou que Iorc havia deixado o Brasil e estava numa espécie de exílio em Los Angeles, nos Estados Unidos. Até então, seus únicos registros públicos eram em fotos publicadas por amigos. Posteriormente, foram especulados outros locais em que o artista poderia estar vivendo, tornando seu paradeiro um mistério. Em agosto de 2018, o site Notícias da TV apontou que Iorc poderia ter desistido da carreira artística. Felipe Simas voltou a afirmar que não havia nenhum show programado, nem previsão de músicas novas ou quando ele iria voltar. A gravadora SLAP informou que Iorc ainda permanecia como contratado, mas sem dar mais informações sobre o futuro profissional do artista.
O sumiço de Iorc continuou tomando a atenção dos veículos de comunicação, quando completou 1 ano de sua mensagem de despedida. O empresário do artista seguia sem novas informações sobre o paradeiro ou novidade sobre a carreira do artista. O jornal Extra chegou a relatar que Iorc manteve contato com parceiros musicais como a cantora Sandy e Mateus Asato, que chegaram a declarar que o artista estava "ótimo", no entanto estava sem registros públicos.
O álbum Reconstrução foi liberado sem aviso prévio nas plataformas digitais no dia 5 de maio de 2019 através de um selo independente, a Iorc Produções, com distribuição pela Universal Music. As 13 faixas são todas acompanhadas por vídeos musicais liberados no YouTube, que juntas formam um filme. O jornal O Globo apurou que a Universal Music não sabia que ele iria realizar o lançamento, sem ter nenhum planejamento de divulgação, e que o artista não irá se pronunciar sobre o novo projeto. O lançamento surpresa foi comparado com a cantora americana Beyoncé, que lançou seu álbum autointitulado em 2013 com a mesma estratégia de Iorc, sob gravadora independente e entregue somente após a finalização e no dia de sua distribuição.

## Composição
Reconstrução é todo composto por Tiago Iorc, com apoio de Roberto Pollo, Duca Leindecker e María Elena Morán em 4 faixas, com produção de Pollo e Mario Caldato Jr.. Alguns dos nomes já estavam com Iorc em trabalhos anteriores. Conforme notou a crítica especializada, o álbum fala de amor e temas densos e introspectivos, que podem estar relacionados ao período de exílio em que o cantor se submeteu. A forma com que o artista dispõe os temas no material foi atrelada a sua liberdade artística, uma vez que este é seu primeiro álbum como artista independente.
Em "Desconstrução", primeira faixa do disco, Iorc faz referência à canção "Construção" (1971), de Chico Buarque, em que cada verso encerra numa palavra proparoxítona, aqui encerrando cada verso numa palavra oxítona. A canção aborda depressão e a superficialidade da vida nas redes sociais. O jornalista Mauro Ferreira nota a construção da faixa sob a personalidade da modelo Michele Alves, que contracena com o artista nos vídeos que acompanham o álbum. Numa sequência de quatro faixas — "Deitada Nessa Cama", "Fuzuê", "Faz" e "Tangerina" — Iorc fala de sexo, sendo que em um dos vídeos o artista contracena nu embaixo de um chuveiro com a modelo. Pedro Antunes nota os comentários na faixa "Tangerina", em que internautas apontam que um dos versos gera metáforas sobre sexo oral. As duas faixas finais, "Bilhetes" e "Sei" são as que são definidas como a chave do álbum, para Mauro Ferreira, "canções fundamentais que dão a senha para a abertura da alma do artista", quando em "Bilhetes" os seus versos "sugerem a tempestade que pode ter desabado sobre o cantor". No entanto, após a segunda aparição surpresa do artista – no MTV Millennial Awards 2019 –, o jornalista passou a questionar esta análise por perceber que o artista está usando a sua imagem misteriosa como marketing por uma "razão meramente mercadológica para isolar a figura do artista".
Com o lançamento do filme Turma da Mônica: Laços, foi revelado que a canção "Laços" foi escrita especialmente para a trilha a convite do diretor do longa, Daniel Rezende, enviando o convite ao cantor enquanto estava em seu autoexílio. Ele queria um artista que fosse autoral e popular e que Iorc "transitava entre os dois mundos": "Nós queríamos que essa música fosse linda e emocionante. Não podia ser só infantil ou alegre, ela precisava tocar o coração das pessoas". Definida como uma canção de melodia tranquila e letra poética, "Laços" aparece numa cena do filme que, de acordo com o jornal Extra, ressalta o poder da amizade entre os personagens da Turma da Mônica.
A parte visual do disco tem direção e roteiro assinados por Iorc. Também são creditados como roteiristas Rafael Trindade (diretor de fotografia) e María Elena Morán. O filme foi dividido em 13 vídeos musicais, onde o artista contracena com a modelo brasileira Michele Alves — que é a personagem principal de alguns dos vídeos. Juntos, os vídeos formam uma narrativa linear com início, meio e fim, observado por Luccas Oliveira de O Globo, "[...]à primeira vista, sobre a construção de um relacionamento entre os personagens."
| “ | O início quente e errante de uma paixão figura explicitamente nos vídeos de “Hoje lembrei do teu amor”, “Deitada nessa cama”, “Fuzuê” e “Faz”. Agora um amor estabelecido, a relação mostra sintonia em “Nessa paz eu vou”, “Tua caramassa” e “Me tira pra dançar”. O desgaste vem, porém, e com ele as lágrimas de “Bilhetes”, faixa em que Iorc canta versos como “Senti a dor na pele/ Por tudo que eu não fiz/ (...) Eu posso esperar/ A chuva passar/ Pra tudo recomeçar”. Única melodia centrada no piano, a melancólica “Sei” ilustra o fim. | ” |

## Recepção

### Crítica profissional
| Críticas profissionais | Críticas profissionais |
| Avaliações da crítica  | Avaliações da crítica  |
| Fonte                  | Avaliação              |
| ---------------------- | ---------------------- |
| G1                     | 4 de 5 estrelas.       |

Mauro Ferreira, em seu blog no G1, deu 4 de 5 estrelas para o disco e notou a evolução de Iorc, sobretudo como compositor, "sem romper radicalmente com a persona artística construída em discografia iniciada em 2008 em língua inglesa". Ele cita as duas faixas finais do disco, "Bilhetes" e "Sei", como suporte para quem acompanha Iorc desde sua fase pop, iniciada em Troco Likes, citando que "Iorc deixa o suprassumo do álbum Reconstrução para o fim". O álbum é definido como conceitual e mais consistente do que o disco anterior, "mas ainda sendo puxado para trás, como se ainda estivesse acorrentado aos grilhões de um sucesso que pode aprisionar". Pedro Antunes, para a Rolling Stone Brasil, relembra a carta que Iorc escreveu antes de seu hiato e afirma que Reconstrução "não é o Tiago Iorc de Troco Likes", mas sim o que sobrou do artista. Ele cita que o material é "denso [...], sentimentalmente pesado, reflexivo e, ao mesmo tempo, maduro".
Ao avaliar os vídeos musicais do disco, Luccas Oliveira destaca a atuação de Michele Alves e sua "dramaticidade carregada no olhar e nas expressões a partir dos versos cantados", elogiando o vídeo de "Tangerina" ("especialmente surpreendente") onde aparece apenas a boca da modelo "adornada com um batom que remete à fruta-título".
O disco foi eleito um dos 25 melhores álbuns brasileiros do primeiro semestre de 2019 pela Associação Paulista de Críticos de Arte.

### Desempenho comercial
Reconstrução bateu recordes nas principais plataformas de streaming no dia seguinte de seu lançamento. O material visual publicado no YouTube acumulava 12,3 milhões de reproduções até as 16h de segunda-feira, em reportagem de O Globo, com "Desconstrução" tendo liderado a tabela de vídeos mais assistidos no Brasil durante todo o domingo com 2,5 milhões de visualizações acumuladas. No Spotify, todas as 13 faixas do disco entraram na listagem das 50 mais ouvidas computadas para o dia 5 de maio, emplacando "Desconstrução" (no número 2), "Hoje Lembrei do Teu Amor" (no número 3) e "Deitada Nessa Cama" (no número 8) entre as dez mais ouvidas. De acordo com a Universal Music, Iorc bateu o recorde na plataforma como o artista que emplacou mais músicas em menos tempo na parada brasileira. Na Deezer, as reproduções de Iorc aumentaram em 15 vezes, também repetindo o feito de colocar todas as faixas do disco entre as 100 mais ouvidas na plataforma.

### Prêmios e indicações
| Ano  | Premiação     | Categoria                          | Indicação       | Resultado | Ref.   |
| ---- | ------------- | ---------------------------------- | --------------- | --------- | ------ |
| 2019 | Grammy Latino | Canção do Ano                      | "Desconstrução" | Indicado  | [ 26 ] |
| 2019 | Grammy Latino | Melhor Canção em Língua Portuguesa | "Desconstrução" | Venceu    | [ 26 ] |

## Singlese divulgação
No dia seguinte após o lançamento de Reconstrução, em 6 de maio de 2019, a canção "Hoje Lembrei do Teu Amor" foi enviada para as rádios brasileiras servindo como primeiro single do disco. Em 4 de julho, a canção "Laços" recebeu um novo vídeo servindo para a trilha sonora do filme Turma da Música: Laços, este que contém imagens do longa.
Em 15 de maio, a MTV brasileira confirma para a imprensa o retorno do projeto Acústico MTV com seu primeiro show realizado com Tiago Iorc, o primeiro realizado desde o hiato do cantor. A gravação foi marcada para o dia 30 de maio, no estúdio Quantas em São Paulo, com presença de 250 convidados entre colaboradores das empresas envolvidas, parceiros de mercado, publicitários, influenciadores e jornalistas e transmissão agendada para setembro de 2019. Iorc cantou todas as faixas de Reconstrução na gravação e contou com participação da cantora compatriota Duda Beat e do cantor uruguaio Jorge Drexler, respectivamente, nas canções "Tangerina" e "Me Tira pra Dançar".
A primeira apresentação ao vivo de Iorc ocorreu de surpresa durante a gravação dos MTV Millennial Awards, na noite do dia 3 de julho de 2019 em São Paulo. A apresentação foi anunciada no começo do evento por seus apresentadores, sem especificar quem seria, quando em dado momento o artista surge cantando a faixa "Desconstrução" em versão acústica, acompanhado somente de um violão.

## Lista de faixas
Todas as faixas tem produção de Roberto Pollo e Mario Caldato Jr.
| Reconstrução – Edição padrão |                            |                        |         |  |
| N.º                          | Título                     | Compositor(es)         | Duração |  |
| 1.                           | "Desconstrução"            | Tiago Iorc             | 4:43    |  |
| 2.                           | "Hoje Lembrei do Teu Amor" | Iorc                   | 4:03    |  |
| 3.                           | "Deitada Nessa Cama"       | Iorc                   | 4:06    |  |
| 4.                           | "Fuzuê"                    | Iorc                   | 4:00    |  |
| 5.                           | "Faz"                      | Iorc                   | 4:03    |  |
| 6.                           | "Tangerina"                | Iorc Roberto Pollo     | 3:51    |  |
| 7.                           | "Laços"                    | Iorc Duca Leindecker   | 3:24    |  |
| 8.                           | "Nessa Paz Eu Vou"         | Iorc                   | 3:32    |  |
| 9.                           | "Tua Caramassa"            | Iorc                   | 3:43    |  |
| 10.                          | "Me Tira pra Dançar"       | Iorc María Elena Morán | 3:43    |  |
| 11.                          | "A Vida Nunca Cansa"       | Iorc                   | 4:45    |  |
| 12.                          | "Bilhetes"                 | Iorc Leindecker        | 4:51    |  |
| 13.                          | "Sei"                      | Iorc                   | 3:47    |  |
| Duração total:               | Duração total:             | Duração total:         | 52:31   |  |

| Reconstrução – Edição visual |                        |              |         |  |
| N.º                          | Título                 | Director(es) | Duração |  |
| 1.                           | "Reconstrução (filme)" | Tiago Iorc   | 52:31   |  |

## Certificações
| País                       | Certificação |
| -------------------------- | ------------ |
| Brasil (Pro-Música Brasil) | Platina      |

## Créditos
Todo o processo de elaboração de Reconstrução atribui os seguintes créditos:
Gestão
- F/SIMAS: management
- Felipe Simas: direção executiva
- Isadora Silveira: produção executiva
- Marilene Gondim: assistência jurídica

Produção
- Tiago Iorc: composição
- Roberto Pollo: produção, composição (faixa 6), mixagem
- Mario Caldato Jr.: produção e mixagem
- Duca Leindecker: composição
- María Elena Morán: composição
- Robert Carranza: masterização

Reconstrução, um filme de Tiago Iorc e Rafael Trindade
- Tiago Iorc: direção, roteiro e montagem
- Rafael Trindade: direção de fotografia e roteiro
- María Elena Morán: roteiro
- Michele Alves: elenco
- Alvaro Escoto: assistente de câmera
- Isabela Benicasa: assistente de produção
- Sergio Pasqualino: colorização
- Mateus Ferreira: composição de cena